# Astacilla serrata
Astacilla serrata är en kräftdjursart som beskrevs av Nunomura 1998. Astacilla serrata ingår i släktet Astacilla och familjen Arcturidae. Inga underarter finns listade i Catalogue of Life.